# Epifanía de Argaiz y Munibe
Epifanía de Argaiz y Munibe (San Sebastián, Guipúzcoa, 1812-Marquina-Jeméin, Vizcaya, 1889) fue una compositora española.

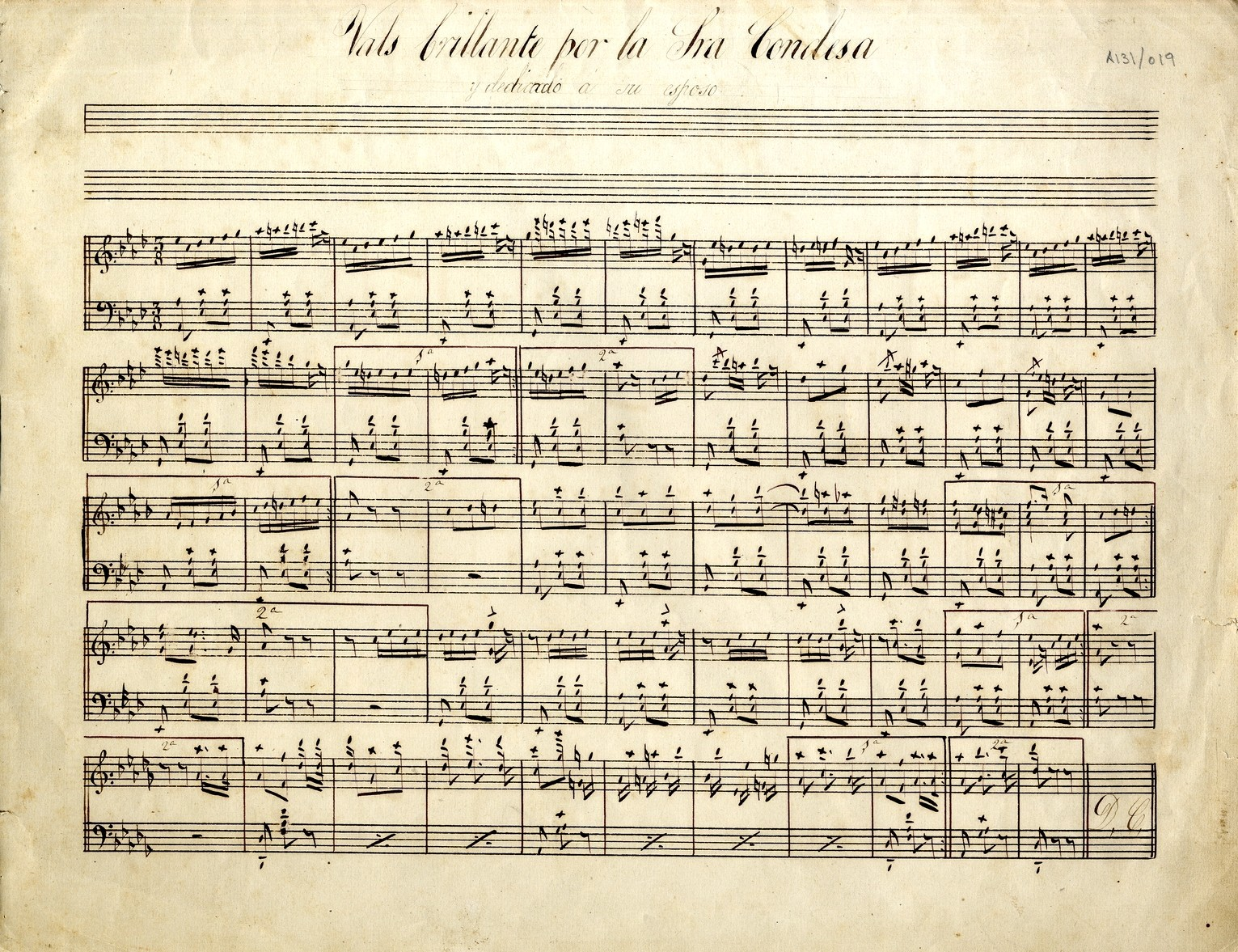
Vals brillante por la Sra Condesa txiki

Con toda probabilidad se trata de Epifanía de Argáiz y Munibe, condesa consorte de Peñaflorida quien firma como «condesa de Peñaflorida» varias partituras procedentes de la casa Mugartegui de Marquina-Jeméin y conservadas en Eresbil. Había nacido en San Sebastián en 1812 y fallecido en Marquina-Jeméin en 1889. Esposa de Victor Munibe y Aranguren e hija de Xavier Mª de Argaiz y Mª Xaviera Eusebia de Munibe. Tras su matrimonio en 1836 vivió en San Juan de Luz hasta por lo menos 1839, con motivo de la primera guerra carlista. Finalizada la misma residieron en Marquina-Jeméin. Se da la circunstancia de que su padre había estudiado en el Real Seminario Patriótico Bascongado de Bergara a partir de 1793, habiéndose destacado por el cultivo de la música. También su marido era ilustre aficionado musical, de manera que en su residencia en Marquina-Jeméin floreció el cultivo de la música. Es autora de diversas piezas de salón como valses o un zortziko compuestas para piano.